# لسپار-مدوک
لسپار-مدوک (به فرانسوی: Lesparre-Médoc) یک کمون در فرانسه است که در canton of Lesparre-Médoc واقع شده‌است.

## خصوصیات
لسپار-مدوک ۳۶٫۹۷ کیلومترمربع مساحت و ۵٬۳۹۴ نفر جمعیت دارد و ۴ متر بالاتر از سطح دریا واقع شده‌است.

## خواهرخوانده
شهرهای اولاو دا رستوراساو و دریتن، داکوتای شمالی خواهرخوانده‌های لسپار-مدوک هستند.